# Modello a quark costituenti

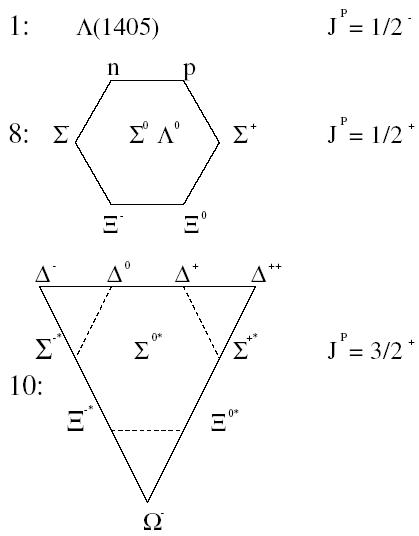
Figura 1: multipletti barionici.

Il modello a quark costituenti (CQM) è il modello maggiormente utilizzato fra quelli efficaci nel riprodurre le proprietà degli adroni.
Lo stimolo allo sviluppo di numerosi modelli efficaci per la descrizione degli adroni in termini di quark è derivato dall'impossibilità di risolvere le equazioni della cromodinamica quantistica in regime non perturbativo (basse energie).

## Il modello a quark di Gell-Mann e Zweig
Le motivazioni fenomenologiche che hanno portato alla nascita del modello a quark vanno ricercate nell'osservazione di famiglie adroniche di uguale spin e parità, con masse uguali, entro un errore dell'ordine di qualche percento, ma differenti tra loro per carica elettrica. La famiglia composta da protone (938,3 MeV ) e neutrone (939,5 MeV ) ne è un esempio, al pari della famiglia dei pioni (con masse che variano tra i 135 e i 140 MeV). 
Immaginando di "spegnere" l'interazione elettromagnetica, si può pensare che i componenti di queste famiglie in realtà degenerino in una sola entità fisica. La motivazione teorica di questa degenerazione degli autostati dell'interazione forte sta in una simmetria dell'hamiltoniano; esiste cioè un gruppo di trasformazioni sugli stati che lascia invariato l'hamiltoniano responsabile della dinamica delle particelle adroniche. Questa simmetria viene chiamata SU(2) di isospin e viene appunto rotta dall'interazione elettromagnetica.
Le famiglie di particelle sono quindi rappresentazioni irriducibili di questo gruppo: il nucleone è una rappresentazione di dimensione due, il pione di dimensione tre, la {\displaystyle \Delta } è, invece, la rappresentazione di dimensione quattro. È da sottolineare che sono permesse matematicamente anche altre rappresentazioni, delle quali però non vi è un'evidenza sperimentale che ne attesti l'esistenza in natura.
Quando si scoprirono le prime particelle strane si notò che, insieme alle altre già note, potevano essere raggruppate in multipletti, di diverse dimensioni, caratterizzati da isospin e stranezza (vedi Figura 1).
Se si considera la stranezza, il gruppo SU(2) di isospin va allargato a SU(3). Ciò sta a significare che, adesso, l'hamiltoniano dell'interazione forte è invariante per trasformazioni di SU(3). Questo gruppo viene chiamato SU(3) di flavour (o sapore). A differenza della simmetria di isospin, quella di sapore viene rotta per circa il 20%; infatti al variare della stranezza le masse delle particelle differiscono di circa 150 MeV (caratteristica che ha contribuito alla scoperta della particella {\displaystyle \Omega ^{-}}). Il modello a quark per gli adroni, proposto indipendentemente da Gell-Mann e Zweig, nel 1964 spiega questa simmetria rispetto al gruppo SU(3). Il modello chiama in causa l'esistenza di un tripletto di particelle costituenti, i quark, indicati come la realizzazione della rappresentazione fondamentale del gruppo di invarianza. I barioni vengono pensati costituiti da tre quark ({\displaystyle qqq}) mentre i mesoni da una coppia quark-antiquark ({\displaystyle q{\bar {q}}}). Sorge, quindi, in maniera naturale la struttura a multipletti osservata:
{\displaystyle qqq=3\otimes 3\otimes 3=1\oplus 8\oplus 8\oplus 10} (1)
{\displaystyle q{\bar {q}}=3\otimes {\bar {3}}=1\oplus 8} (2)

## Il modello a quark non relativistico
Nel 1965 Morpurgo  dimostrò la possibilità di una trattazione non relativistica della dinamica dei quark all'interno degli adroni: questo permise lo sviluppo dei modelli a quark costituenti. In questi modelli i barioni sono considerati stati legati di tre quark. Tenendo conto di tutti i gradi di libertà dei quark, la funzione d'onda può essere scritta:
{\displaystyle \Psi _{3q}=\psi _{space}\otimes \chi _{spin}\otimes \Phi _{flavour}} (3)
Per fare in modo che i barioni rispettino il principio di esclusione di Pauli, è necessario combinare le varie funzioni d'onda facendo in modo che il risultato sia completamente antisimmetrico per lo scambio di due quark qualsiasi, vista la natura fermionica di questo tipo di particelle. Ben presto si capì che qualcosa non funzionava. Consideriamo a proposito la particella {\displaystyle \Delta ^{++}} nel suo stato ad energia minima (corrispondente a L = 0). Per consentire allo spin totale J di assumere il valore 3/2 proprio della particella, dobbiamo necessariamente imporre uno spin S=3/2 e quindi la {\displaystyle \chi _{spin}} risulta completamente simmetrica ({\displaystyle \chi _{+3/2}^{S}=\uparrow \uparrow \uparrow } per esempio).
Per quanto riguarda {\displaystyle \Phi _{flavour}}, la composizione in quark di {\displaystyle \Delta ^{++}} è uuu, evidentemente simmetrica. Si richiede quindi che la funzione d'onda spaziale sia antisimmetrica. Questa richiesta non può essere soddisfatta unitamente alla condizione L = 0, se non a costo di una funzione d'onda spaziale con molti nodi e quindi con un'energia piuttosto alta. In un primo momento si "aggirò" il problema postulando che la teoria corretta fosse quella del cosiddetto "Modello a Quark Simmetrico", in cui si suppone che la funzione d'onda totale debba essere simmetrica. Il modello diede subito buoni risultati, ma fu chiaro fin dall'inizio che il problema andava risolto in maniera diversa.

### L'introduzione del colore
La soluzione del problema della simmetria della funzione d'onda che oggi viene considerata valida invoca l'esistenza di un grado di libertà non osservato detto colore. Questo comporta una riscrittura della (3) nella forma:
{\displaystyle \Psi _{3q}=\psi _{space}\otimes \mathrm {X} _{spin}\otimes \Phi _{flavour}\otimes \theta _{colour}} (4)
A questo punto la parte flavour-spin-spazio può essere simmetrica, purché {\displaystyle \theta _{colour}} sia completamente antisimmetrica. Per formalizzare la teoria supponiamo che ciascun quark possieda un ulteriore grado di libertà interno (il colore) conservato nelle interazioni forti. Esiste quindi un nuovo gruppo di invarianza nella teoria, {\displaystyle SU(n)_{colour}}, in cui n indica la dimensione del gruppo e quindi il numero di valori che può assumere il nuovo grado di libertà. Per determinare il valore di n si richiede solamente che {\displaystyle \theta _{colour}} possa essere completamente antisimmetrica e che giustifichi la non osservabilità diretta del colore. Le due richieste sono soddisfatte se la decomposizione in rappresentazioni irriducibili del prodotto diretto di tre rappresentazioni fondamentali di {\displaystyle SU(n)_{colour}} contiene una rappresentazione antisimmetrica di dimensione uno (singoletto di colore).
La teoria dei gruppi ci dice che la dimensione della rappresentazione irriducibile completamente antisimmetrica è:
{\displaystyle d={\frac {n(n+1)(n+2)}{6}}} (5)
e imponendo d=1, si ottiene n=3. Questo vuol dire che i quark esistono in tre stati di colore. Siccome non vi è evidenza sperimentale dell'esistenza di particelle colorate, si suppone che tutte le particelle siano singoletti di colore. L'introduzione del gruppo di invarianza {\displaystyle SU(3)_{colour}} permette, quindi, di "scaricare" l'antisimmetria della funzione d'onda su {\displaystyle \theta _{colour}}, questo spiega perciò il perché dei buoni risultati del Modello a Quark Simmetrico.
L'introduzione di un nuovo numero quantico sembra, fino a questo punto, una soluzione ad hoc del problema delle statistiche. In realtà vi sono alcune evidenze sperimentali, se pur indirette, dell'esistenza del colore. Un esempio è dato dall'andamento della sezione d'urto totale per la produzione di adroni in esperimenti di annichilazione di coppie elettrone-positrone (adronizzazione). Si esamina il risultato in termini del rapporto:
{\displaystyle R={\frac {\sigma (e^{+}e^{-}\rightarrow adroni)}{\sigma (e^{+}e^{-}\rightarrow \mu ^{+}\mu ^{-})}}} (6)
Il valore di R dipende solamente dalla carica elettrica dei prodotti delle reazioni e dal numero degli stati finali possibili secondo la relazione:
{\displaystyle R=\sum _{statifinali}{\frac {Q^{2}}{e^{2}}}} (7)
Nel caso dei tre quark u, d e s la (7) fornisce come risultato:
{\displaystyle R=\left[\left({\frac {Q_{u}}{e_{u}}}\right)^{2}+\left({\frac {Q_{d}}{e_{d}}}\right)^{2}+\left({\frac {Q_{s}}{e_{s}}}\right)^{2}\right]={\frac {2}{3}}} (8)
Questo risultato è in contrasto col valore sperimentale {\displaystyle R_{exp}=2}. Se, però, si tiene conto dei tre possibili stati di colore gli stati finali della reazione saranno nove invece che tre e quindi la predizione teorica va a coincidere con quella sperimentale.
Si noti che il valore sperimentale {\displaystyle R_{exp}=2} si ottiene facendo collidere elettrone e positrone con un'energia, nel sistema di riferimento del centro di massa, inferiore a 3,5 GeV , soglia di produzione del quark charm. All'aumentare dell'energia entrano in gioco anche gli altri sapori dei quark aumentando, quindi, il numero di stati finali possibili.

## Hamiltoniano nei modelli a quark costituenti
Nei CQM si considera un hamiltoniano della forma H=T+V, dove T rappresenta l'energia cinetica mentre V è il potenziale che deve tenere conto, tra le altre cose, del confinamento dei quark. Indicazioni della LQCD suggeriscono che il potenziale confinante debba essere {\displaystyle SU(6)_{spin-flavour}} invariante. Per riprodurre in maniera adeguata lo spettro è, quindi, necessario aggiungere nell'hamiltoniano anche un termine in grado di rompere la simmetria {\displaystyle SU(6)_{spin-flavour}}. Si utilizza l'energia cinetica nello sviluppo non relativistico dell'energia relativistica, cioè:
{\displaystyle T=\sum _{i=1}^{3}(m_{i}+{\frac {p_{i}^{2}}{2m_{i}}})} (9)
Se consideriamo, in prima approssimazione, tre quark aventi masse uguali, una trattazione più agevole ci viene fornita dall'introduzione delle coordinate di Jacobi:
{\displaystyle {\vec {R}}={\frac {{\vec {r}}_{1}+{\vec {r}}_{2}+{\vec {r}}_{3}}{\sqrt {3}}}} (10a) 
{\displaystyle {\vec {\rho }}={\frac {{\vec {r}}_{1}-{\vec {r}}_{2}}{2}}} (10b)
{\displaystyle {\vec {\lambda }}={\frac {{\vec {r}}_{1}+{\vec {r}}_{2}-2{\vec {r}}_{3}}{\sqrt {6}}}} (10c)
la coordinata {\displaystyle {\vec {R}}} rappresenta il centro di massa del sistema a tre corpi, {\displaystyle {\vec {\rho }}} la coordinata relativa dei primi due quark, mentre {\displaystyle {\vec {\lambda }}} la coordinata relativa del terzo quark rispetto al centro di massa delle prime due particelle. Il tutto viene visualizzato più chiaramente se si fa riferimento alla figura 2.
Con questa definizione l'equazione (9) diventa:
{\displaystyle T=3m+{\frac {P_{CM}^{2}}{6m}}+{\frac {p_{\rho }^{2}+p_{\lambda }^{2}}{2m}}} (11)

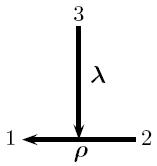
Figura 2: Coordinate di Jacobi.

da cui si può separare il termine che concerne il centro di massa, in quanto non è interessante nello studio delle risonanze barioniche.
È in questo ambiente che si sviluppano i vari potenziali confinanti. Uno dei più importanti, soprattutto perché ha ispirato la quasi totalità dei modelli sviluppati successivamente, è il modello di Isgur e Karl. In questo modello i barioni (mesoni) vengono schematizzati come un sistema di tre quark (una coppia quark-antiquark) interagenti tramite forze di tipo elastico tra due corpi a cui viene aggiunta un'interazione del tipo iperfine. Lo spettro ottenuto con questo modello è molto simile a quello effettivamente osservato in natura anche se presenta un certo numero di problemi. 

### Il modello di Isgur e Karl
Nel modello di Isgur e Karl il potenziale confinante è del tipo oscillatore armonico: si ipotizza che i quark interagiscano a coppie mediante forze di tipo oscillatore armonico con la medesima costante elastica. 
{\displaystyle V_{conf}={\frac {1}{2}}K|{\vec {r}}_{1}-{\vec {r}}_{2}|^{2}+{\frac {1}{2}}K|{\vec {r}}_{1}-{\vec {r}}_{3}|^{2}+{\frac {1}{2}}K|{\vec {r}}_{2}-{\vec {r}}_{3}|^{2}=V_{h.o.}} (12)
Il termine responsabile della rottura della simmetria SU(6) spin-flavour, chiamato "di interazione iperfine", viene ricavato dalla formulazione non relativistica del diagramma di Feynman per l'interazione tra due quark mediata dallo scambio di un gluone (si veda a proposito la figura 3).
L'operatore iperfine ha la forma:
{\displaystyle V_{hyp}=3\sum _{i<j}^{3}{\frac {2\alpha _{s}}{3m_{i}m_{j}}}\left({\frac {8\pi }{3}}S_{i}\cdot S_{j}\delta (r_{ij})+{\frac {1}{r_{ij}^{3}}}\left[3{\frac {(S_{i}\cdot r_{ij})(S_{j}\cdot r_{ij})}{r_{ij}^{2}}}-S_{i}\cdot S_{j}\right]\right)} (13)

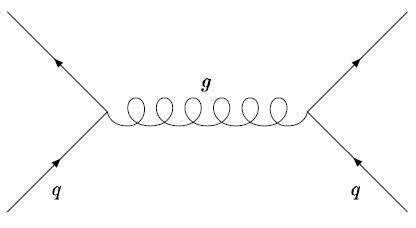
Figura 3: Diagramma di Feynman per un'interazione tra due quark mediata dallo scambio di un gluone.

Si tiene conto dell'azione di questo operatore in maniera perturbativa, ciò consente di eliminare la degenerazione degli autostati dell'hamiltoniano di oscillatore armonico (che sono rappresentazioni irriducibili del gruppo {\displaystyle SU(6)_{spin-flavour}}).
L'hamiltoniano completo, nel caso di Isgur e Karl assume quindi la forma:
{\displaystyle H=T+V_{ho}+V_{hyp}} (14)

## Conclusioni
In generale tutti i modelli a quark costituenti si fondano sulla costruzione di un hamiltoniano invariante rispetto alle trasformazioni del gruppo SU(6) di spin-flavour al quale viene aggiunto successivamente un termine, trattato solitamente in maniera perturbativa, che rompe la simmetria dell'hamiltoniano imperturbato.
Per migliorare ulteriormente i risultati si possono introdurre correzioni che tengano conto degli effetti relativistici. Ottenuti i nuovi risultati, però, si noterà che le migliorie apportate non saranno di portata rilevante (perlomeno confrontate con lo sforzo che queste correzioni comportano) confermando la bontà della dimostrazione [3] già citata